# Dutch Game Garden
Dutch Game Garden (DGG) was een Nederlandse non-profitorganisatie en incubator, gevestigd in Utrecht en andere Nederlandse steden, die zich inzette voor de ondersteuning en groei van de Nederlandse computerspelindustrie. De organisatie werd ondersteund door de gemeente en de provincie Utrecht.

## Activiteiten
De activiteiten van DGG omvatten de ondersteuning van startende computerspelontwikkelaars via incubatieprogramma's en het aanbieden van kantoorruimte. De organisatie organiseert evenementen zoals netwerklunches, workshops, masterclasses en de jaarlijkse INDIGO-showcase. Daarnaast helpt DGG computerspelontwikkelaars bij het vinden van uitgevers en opdrachten en introduceerde in 2018 de betaalde matchmaking-service Game Garden Agency. Daarnaast publiceert DGG de Games Monitor, een rapport over de economische ontwikkelingen binnen de Nederlandse computerspelindustrie en ontwikkelt de organisatie ook online videocursussen over ondernemerschap voor beginnende computerspelontwikkelaars.

## Geschiedenis

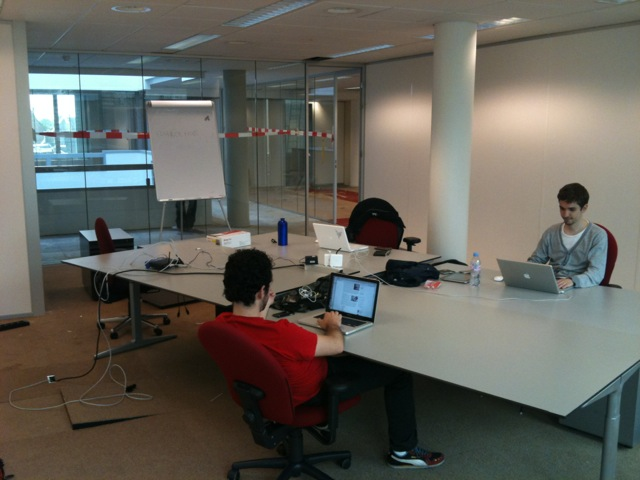
Werknemers van Hubbub, het eerste bedrijf dat zich in de Dutch Game Garden vestigde.

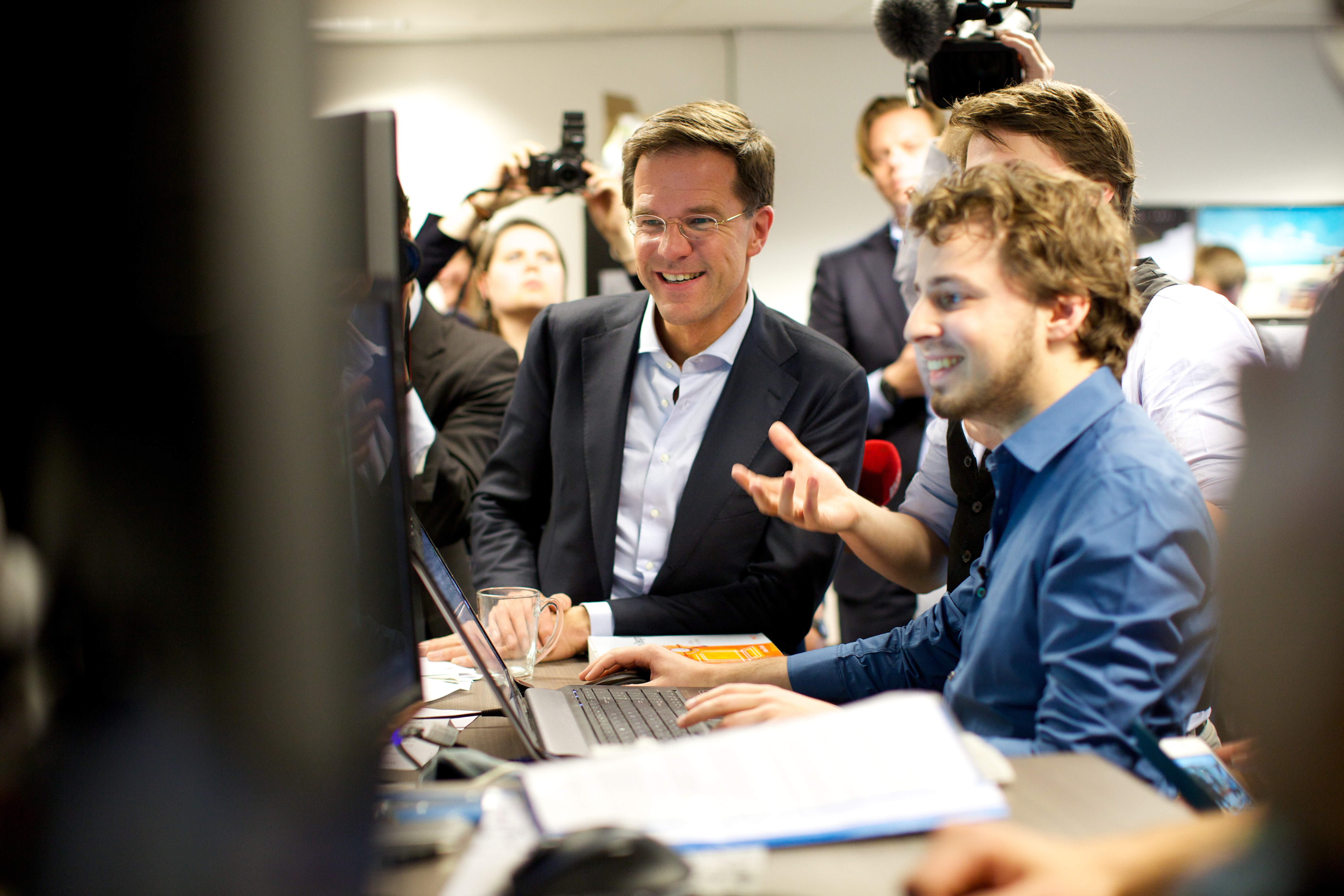
Mark Rutte op bezoek bij Dutch Game Garden.

Dutch Game Garden werd in 2008 opgericht door de Taskforce Innovatie, de Universiteit Utrecht en de Hogeschool voor de Kunsten Utrecht. De oprichting was een reactie op de behoefte aan begeleiding en ondersteuning voor startende computerspelontwikkelaars die voortkwamen uit de opleidingen. Veel van deze bedrijven hadden moeite met de zakelijke kant van computerspelontwikkeling, zoals marketing en het publiceren van computerspellen, en hadden behoefte aan kantoorruimte. DGG wilde de groei van de Nederlandse computerspelindustrie stimuleren door incubatieondersteuning en passende huisvesting. Viktor Wijnen werd de eerste zakelijk directeur.
In 2011 ontving DGG vier miljoen euro aan subsidies van de Europese Unie, de Nederlandse overheid, de provincie Utrecht en de gemeente Utrecht. De subsidie hielp DGG bij het verbinden van kennisinstellingen, ondernemers en financiers.
Op 13 mei 2014 bezocht premier Mark Rutte de DGG in Utrecht. Rutte liet zich tijdens zijn bezoek voorlichten over de computerspelindustrie en over het maken van serious- en entertainmentspellen tijdens een bezoek aan de studio’s van Monkeybizniz en Abbey Games. Datzelfde jaar wordt Jan-Pieter van Seventer de nieuwe directeur van DGG. Hij was sinds 2008 betrokken was bij DGG als 'Development Director'. Viktor Wijnen-de Bont verliet de organisatie om directeur van HKU Games & Interactie te worden.

### Sluiting
De Dutch Game Garden (DGG) kondigde in september 2024 aan zijn deuren te sluiten in januari 2025, na 17 jaar actief te zijn geweest. De sluiting van de DGG wordt voornamelijk toegeschreven aan veranderingen in het subsidielandschap, waardoor het voor de organisatie niet langer mogelijk was om een sluitende begroting te realiseren.
Het verdwijnen van de DGG wordt door experts beschouwd als een aanzienlijk verlies voor de Nederlandse computerspelindustrie. De organisatie speelde een cruciale rol in de ondersteuning van zowel startende als gevestigde computerspelontwikkelaars, en droeg bij aan de professionalisering en internationalisering van de sector in Nederland.

## Vestigingen
Dutch Game Garden heeft in de loop der jaren verschillende locaties in Utrecht bezet. De organisatie was aanvankelijk gevestigd aan de Neude, waarna ze in 2014 naar het Beatrixgebouw van de Jaarbeurs verhuisde. In 2020 verhuisde DGG opnieuw, dit keer naar een eigen verdieping bij startup-hub Dotslash in Kanaleneiland.
Naast Utrecht, opende de organisatie ook vestigingen in andere Nederlandse steden. In 2013 werd een dependance geopend in A Lab in Amsterdam. In 2014 volgde een vestiging in Hilversum, in samenwerking met Spil Games en de gemeente Hilversum. In 2015 opende DGG in samenwerking met NHTV een vestiging in Breda. Ten slotte werd in juli 2017 een vestiging geopend in Cee Spot in Enschede.

## Impact
De organisatie heeft meer dan 230 computerspelbedrijven gehuisvest en meer dan 100 startups ondersteund via haar incubatieprogramma, wat heeft geleid tot het creëren van ongeveer 400 banen.
DGG was ook betrokken bij de oprichting van de Dutch Games Association en de aanwezigheid van de Nederlandse computerspelindustrie op internationale beurzen. Enkele bedrijven die hun oorsprong vinden in Dutch Game Garden zijn Abbey Games, Vlambeer, RageSquid, Tover en Ronimo Games.